# The Special Collectors Edition
The Special Collectors Edition est une compilation de "faces B" apparues sur les différents singles de Blur sortis entre 1990 et 1994. Ce CD est sorti en Europe le 26 octobre 1994.

## Liste des titres
1. Day upon day (Live) – 4:03
2. Inertia – 3:48
3. Luminous – 3:12
4. Mace – 3:25
5. Badgeman brown – 4:47
6. Hanging over – 4:27
7. Peach – 3:57
8. When the cows come home – 3:49
9. Maggie May – 4:05
10. Es schmecht – 3:35
11. Fried (Blur featuring Seymour) – 2:34
12. Anniversary waltz – 1:24
13. Threadneedle street – 3:18
14. Got yer! – 1:48
15. Supa shoppa – 3:02
16. Beard – 1:45
17. Theme from an imaginary film – 3:34
18. Bank holiday – 1:10